# Маслов-Варсягин, Михаил Сергеевич
Михаил Сергеевич Маслов-Варсягин (1891, Мологский уезд, Ярославская губерния — 1969, Брейтово, Ярославская область) — советский партийный деятель. Первый и последний председатель Брейтовского совнаркома, почетный гражданин Брейтова.

## Биография
Михаил Маслов-Варсягин родился в имении Мусиных-Пушкиных в Борисоглебе Брейтовской волости. Отец Сергей Варсягин был пастухом, на 26-м году жизни его насмерть забодал бык. Мать, Прасковья Маслова, работавшая батрачкой у одного их Брейтовских купцов, ещё раньше получила тяжелое увечье. Отсюда и пошла двойная фамилия Маслов-Варсягин. В детстве и юности трудился на разных работах: в лавках, трактирах, посыльным, истопником, грузчиком, маляром, писцом, счетоводом. Позже умение писать и считать сыграло ключевую роль в его карьере.

### Вступление в РСДРП(б)
В марте 1917 году, будучи солдатом Первой мировой войны, вступил в партию большевиков с соответствующей справкой на папиросной бумаге: «Принят организацией 537 полка в РСДРП (большевиков)». В середине 1917 года он по состоянию здоровья вернулся с фронтов Первой мировой войны в Брейтово и создал здесь большевистскую ячейку.
К началу революционных событий осени 1917 году работал делопроизводителем в Брейтовской волостной управе. 2 ноября сюда пришла телеграмма Мологской земской управы: «Уездная земская управа и служащие, заслушав вопрос о переживаемом моменте, постановили: в случае насилия хотя бы над одним учреждением на почве захвата власти, прекратить занятия. Призываем присоединиться к нашему решению».
Маслов-Варсягин первыми прочитал сообщение, в итоге брейтовские большевики первыми узнали о происходящих событиях. В Мологу был направлен ответ: «…Не разделять точку зрения волостной управы, работу не прекращать, так как это противоречит интересам трудящихся». 9 ноября из Мологи пришла повторная телеграмма, тогда 19 ноября 1917 году большевики созвали крестьянское волостное собрание, чтобы выяснить его отношение к старым органам власти. Маслов-Варсягин, один из немногих умевший грамотно писать, предложил создать Военно-Революционный комитет, который взял под контроль управление Брейтовской волостью.

### Отец-основатель Брейтовской Советской Волостной Республики
На следующем депутатском заседании была принята декларация прав и Конституция Брейтовской волости, к составлению которой Маслов-Варсягин имел самое непосредственное отношение. В Брейтовской конституции было описано устройство суда, охраны, срок выборности правительства (2 года). Новые названия органов власти придумывать не стали — взяли за основу то, что было в Петрограде. Так появилась Брейтовская республика во главе с председателем совета народных комиссаров. 6 января 1918 года 170 депутатов, прибывших в Брейтово на очередное волостное собрание, утвердили этот новый выборный орган власти. Председателем Брейтовского волостного совнаркома избрали Михаила Маслова-Варсягина.
29 января 1918 г. Маслов-Варсягин в составе делегатов Брейтовской республики встречался с Владимиром Лениным. «Я на всю жизнь сохранил в памяти ленинскую улыбку и слова одобрения, которыми поддержал он наши дела. Как видно, дорого и приятно было нашему вождю проявление революционной инициативы масс, участия широких слоев населения в управлении государством…», — написал много лет спустя в мемуарах Маслов-Варсягин. В этом же году он ещё раз видел Ленина — на VI Всероссийском съезде Советов рабочих, крестьянских, казачьих и красноармейских депутатов 6—9 ноября 1918 года в Москве, где был делегатом от Ярославской губернии.
Брейтовский совнарком работал до июля 1918 году — до принятия на V Всероссийском Съезде Советов первой Конституции РСФСР. К тому времени первый председатель брейтовского советского правительства Михаил Маслов-Варсягин перешёл на работу в Мологу секретарём уездного комитета РКП(б).

### Гражданская война
В годы Гражданской войны он участвовал в подавлении кулацких мятежей в селах Сутка, Покровское и Байловское Брейтовской волости, командовал красногвардейским отрядом при подавлении кулацкого мятежа в Мышкинском уезде. После этого ушёл на фронт политработником в 15-ю кавалерийскую дивизию в конный корпус Гая. В сентябре 1920 года в Ярославский губернский комитет РКП (б) пришло письмо: «Тов. Маслов-Варсягин погиб смертью храбрых, стойко держась на доверенном посту, как подобает истинному коммунару трудящихся». Сообщение о смерти опубликовала губернская газета, однако извещение о смерти оказалось ложным.

### Мирная жизнь
После Гражданской войны он окончил Финансовую академию, короткое время заведовал финансовым отделом Ярославского горисполкома (с 1 мая по 30 августа 1930 года), после чего вместе с семьёй покинул родные места, обосновавшись на Украине. Там Михаил Маслов-Варсягин занимал должность заведующего сберкассой.

### Великая Отечественная война
На Украине его и застала Великая Отечественная война. Бросив имущество, его жена и дочка вернулась в Брейтово. А Михаил Сергеевич в первые же дни войны вместе с сыном ушли на фронт.
Награждён орденом Красной Звезды (23.9.1943). После окончания войны вернулся к семье в Брейтово. Он был любим советскими и партийными органами, часто выступал перед пионерами, рассказывая об установлении советской власти в Брейтове.

## Комментарии
1. ↑  Село Борисоглеб (Борисоглебское, Харловье, Старое Холопье) находилось в 50 верстах от Мологи и относилось ко 2-му стану Моложского уезда Ярославской губернии; утрачено при создании Рыбинского водохранилища[2], ныне — территория Брейтовского района Ярославской области.